# 3509 Sanshui
3509 Sanshui è un asteroide della fascia principale. Scoperto nel 1978, presenta un'orbita caratterizzata da un semiasse maggiore pari a 2,5986066 UA e da un'eccentricità di 0,1515885, inclinata di 12,81225° rispetto all'eclittica.